# Schwedenschanze (Haßberge)

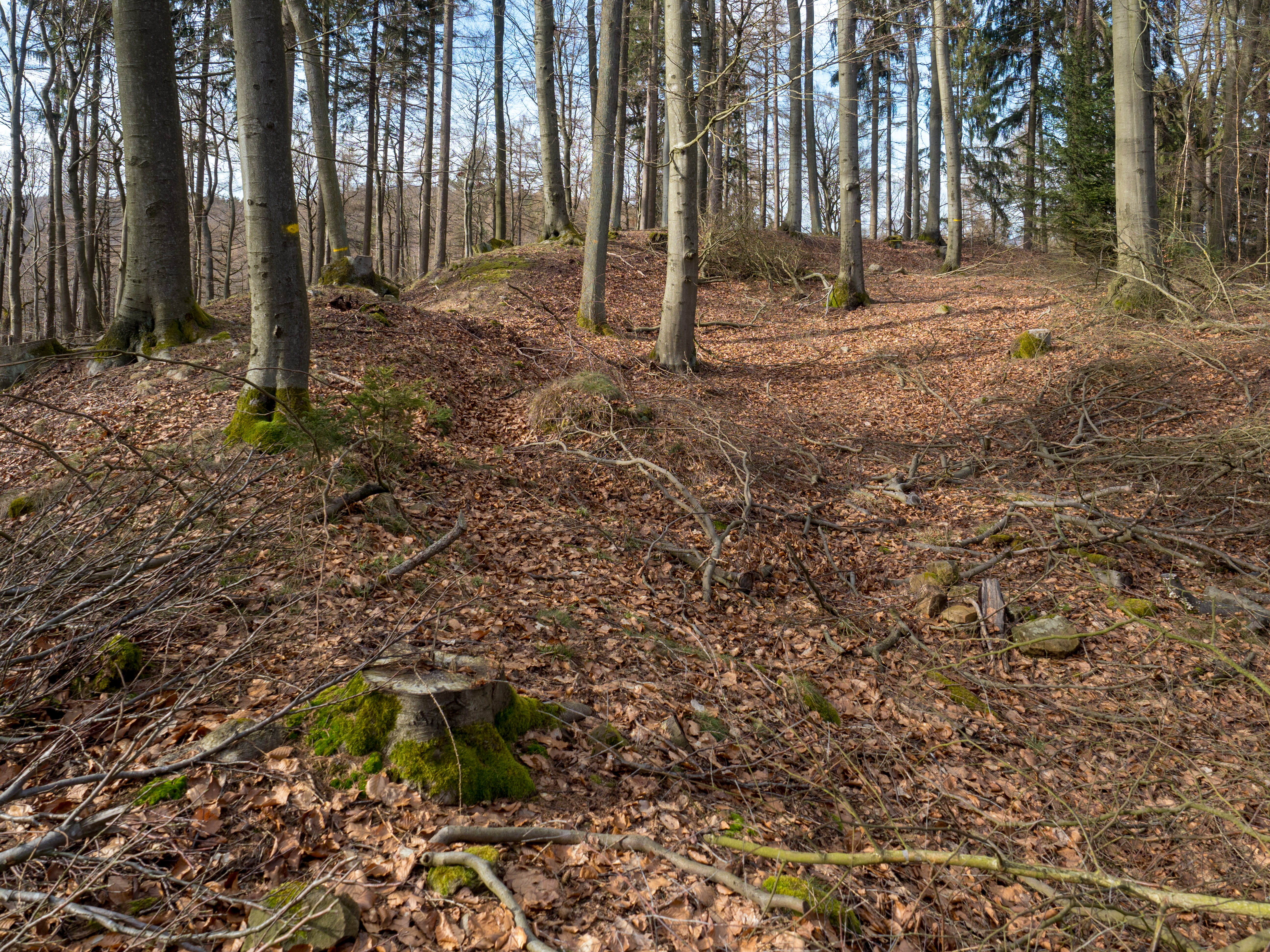
Reste des Ringwalls

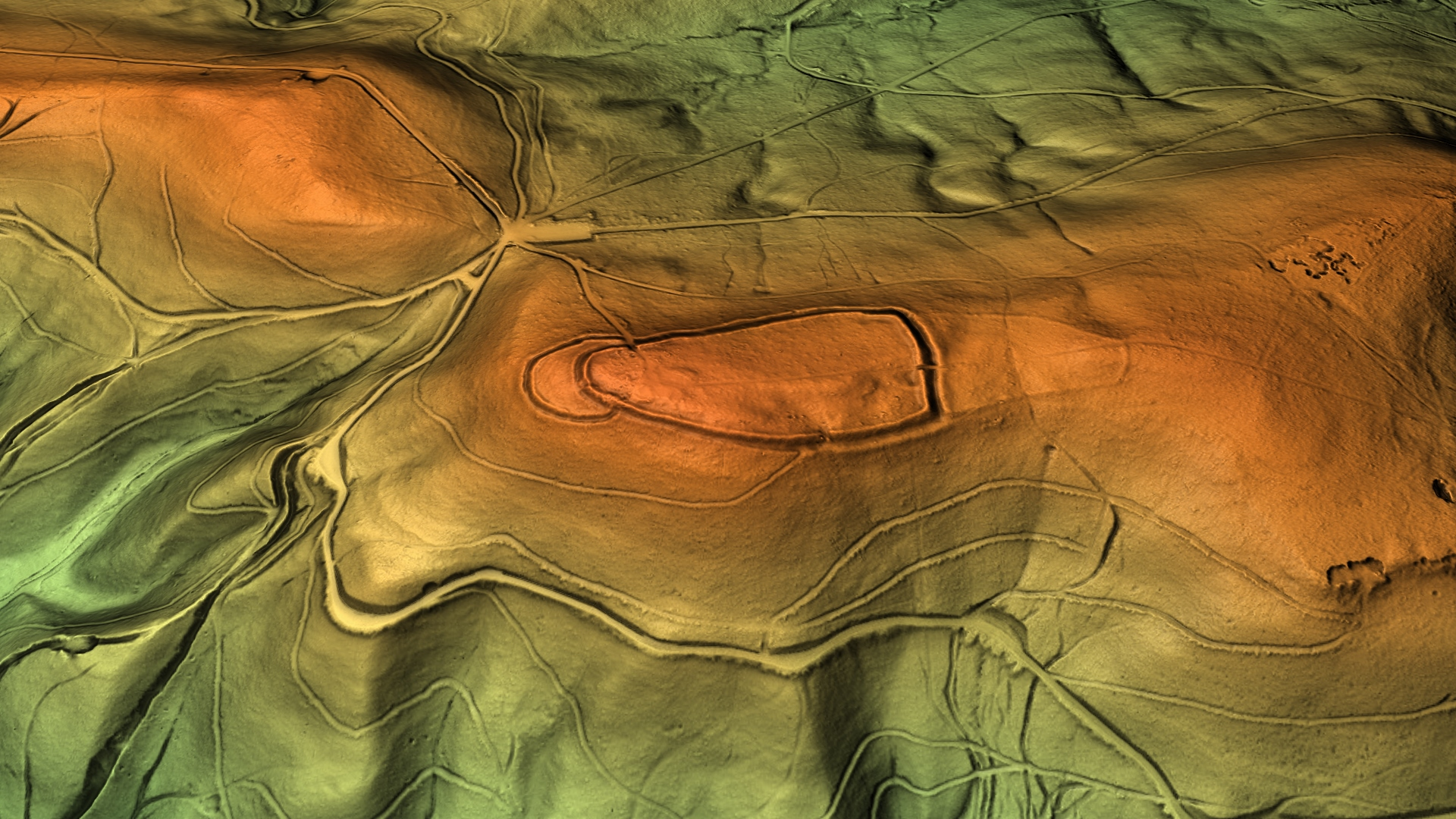
3D-Ansicht des digitalen Geländemodells

Die Schwedenschanze ist ein vor- und frühgeschichtlicher Ringwall auf einer 487 m ü. NN hohen Erhebung auf dem Kamm der Haßberge in der Nähe des Burgstalls Rottenstein und des Rennwegs in Unterfranken.

## Beschreibung
Der Burgplatz wird im Süden, Norden und Westen durch Steilhänge geschützt. Nach Osten geht der Geländesporn in den Höhenrücken über. Im Westen wurde der Wallanlage eine kleine, halbkreisförmige Vorburg vorgelegt. Die ehemaligen Tore dürften im Nordwesten am Zusammenschluss des Haupt- und Vorburgwalles und im Osten gelegen haben.
Die erhaltenen Wallanlagen sind noch mehrere Meter hoch und werden von tiefen Außengräben mit niedrigen Vorwällen umlaufen. Die Gesamtanlage ist etwa 330 Meter lang und bis zu 170 Meter breit. Archäologische Untersuchungen belegen als jüngste Befestigungsphase eine zweifrontige Mauer als Holz-Erde-Konstruktion. Diese Befestigung ersetzte wohl in karolingisch-ottonischer Zeit zwei nachgewiesene ältere Holz-Erde-Stein-Mauern. Die frühesten Siedlungsspuren stammen jedoch bereits aus der Urnenfelderzeit, auch während der Hallstatt- und frühen Latènezeit diente das Areal als Siedlungsplatz.

## Name und Funktion
Der Name Schwedenschanze erinnert an die Zeit des Dreißigjährigen Krieges und blieb bis zur heutigen Zeit im Volksmund erhalten. Gemeint ist damit eine von Bäumen bewachsene, von Verwitterungen stark gezeichnete Wallanlage, die in ihrer letzten Ausbaustufe wohl auf das Frühmittelalter zurückgeht.
Möglicherweise dienten die relativ gut erhaltenen Wallanlagen der Bevölkerung während der Kriegswirren des 17. Jahrhunderts nochmals als Unterschlupf oder Viehversteck. Vielleicht brachten spätere Generationen den Burgplatz auch nur fälschlicherweise mit dem Dreißigjährigen Krieg in Verbindung. In Europa tragen zahlreiche vor- und frühgeschichtliche Wehranlagen den Namen Schwedenschanze, bei den wenigsten ist ein tatsächlicher Zusammenhang mit der Schwedenzeit nachweisbar.
Die Schwedenschanze liegt im Schnittpunkt wichtiger mittelalterlicher Verkehrswege. Der Rennweg führte von Fulda kommend nach Bamberg, die alte Fernverkehrsstraße aus Oberschwaben über Hofheim nach Königshofen und Erfurt. Die Funktion der Wallanlage als Schutzburg dieses Straßenknotenpunktes ist allerdings spekulativ.

## Aussichtsturm

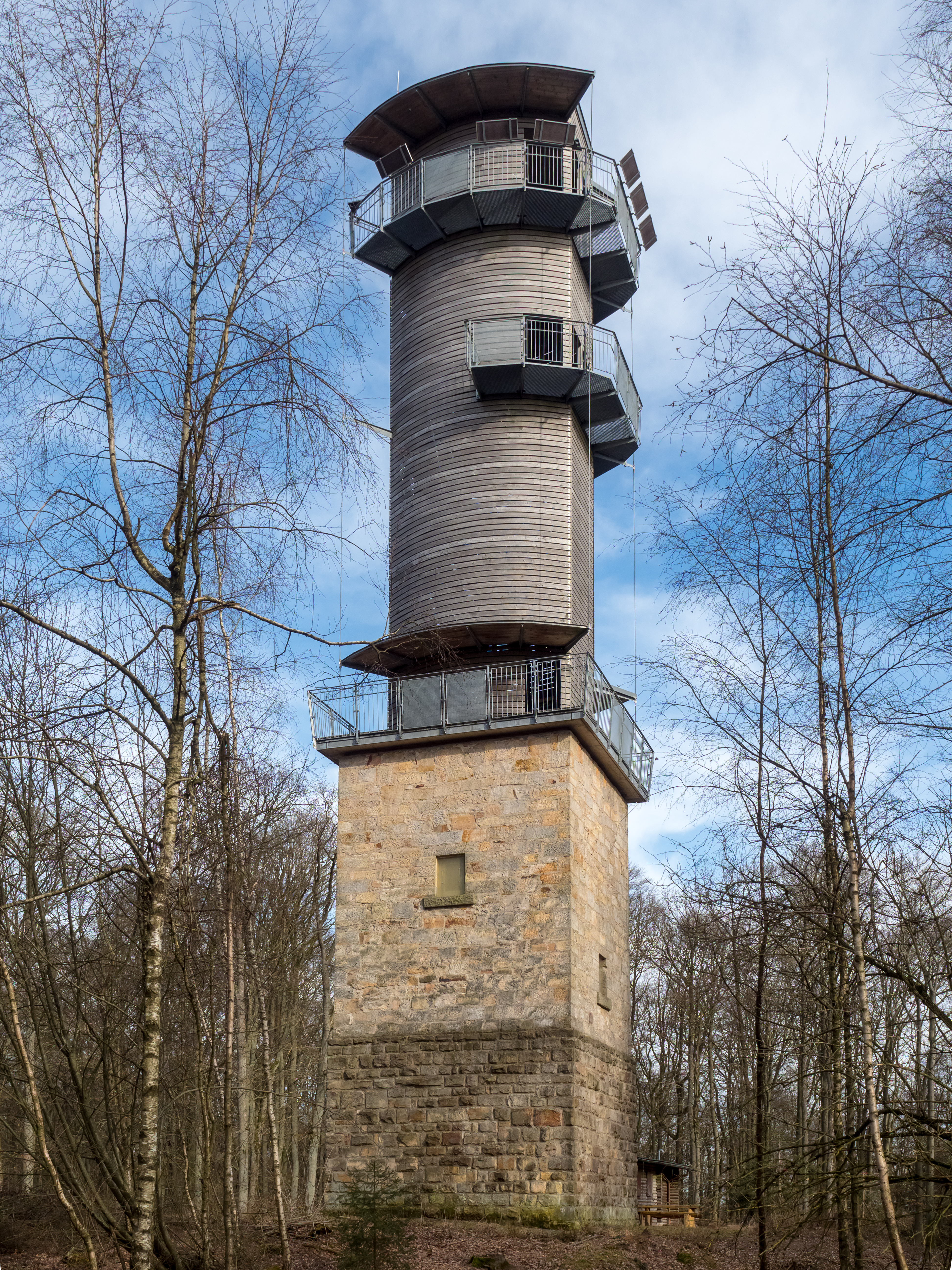
Aussichtsturm seit 2001

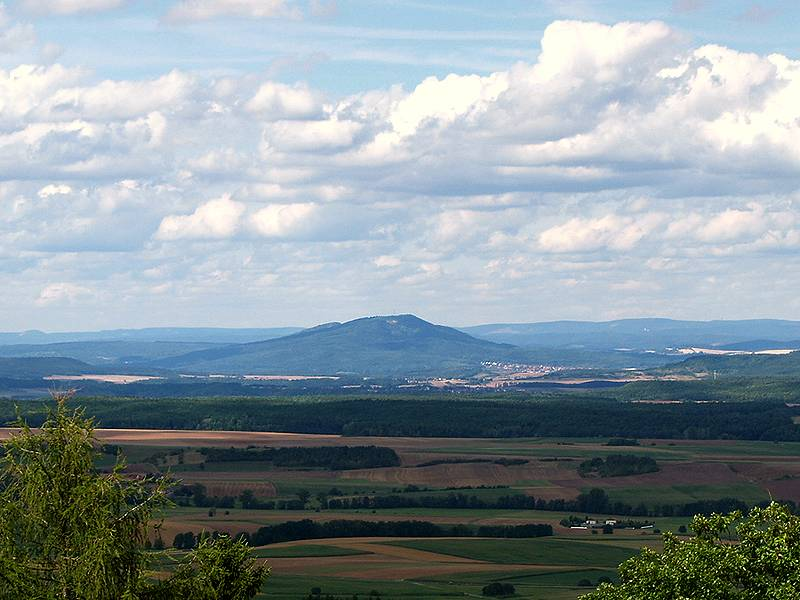
Blick vom Aussichtsturm zu den Gleichbergen

1924 errichtete der Rhönverein einen ersten steinernen Aussichtsturm auf der Schwedenschanze.
Der Turm wurde mehrmals umgebaut. Seit 2001 steht auf dem steinernen Unterbau eine holzverkleidete Stahlkonstruktion. Der Turm ist 29,13 Meter hoch und bietet drei Aussichtsplattformen, deren oberste die Baumwipfel überragt. Der Blick von dort reicht weit über das Grabfeld und die Haßberge zum Steigerwald, zum Spessart, zur Hohen Rhön und zum Thüringer Wald.